# Accord de la ligne rouge

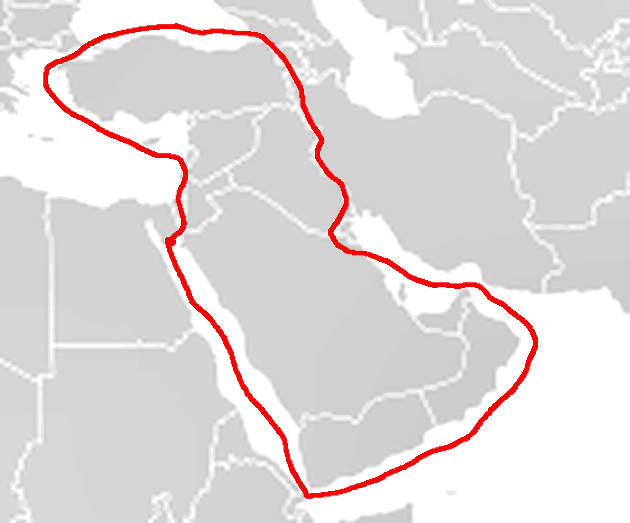
Pays concernés par l' accord de la ligne rouge

L’accord de la ligne rouge fut un accord signé par les partenaires de la compagnie pétrolière turco-irakienne Turkish Petroleum Company (TPC), le 31 juillet 1928 à Ostende,.  
L’objectif de cet accord était de structurer la Turkish Petroleum Company (devenue en 1929 l'IPC ou Iraq Petroleum Company) en introduisant une clause interdisant aux partenaires d'investir seul, sans avertir les autres, dans la recherche du pétrole dans la zone définie, notamment dans les territoires de l’ancien Empire ottoman disloqués par différents traités entre 1918 et 1922.  
L'accord fut signé entre :
- Anglo-Persian Company (rebaptisée plus tard British Petroleum) qui en détenait 23,75 %,
- Royal Dutch Shell, qui en détenait 23,75 %,
- Compagnie française des pétroles (ancêtre de Total) qui en détenait 23,75 %,
- Near East Development Corporation, (consortium de compagnies américaines dominé par Standard Oil of New Jersey (ancêtre d'Exxon) et Socony (ancêtre de Mobil)) qui en détenait 23,75 %,
- Calouste Gulbenkian (un homme d'affaires arménien) qui en détenait 5 %[4].

La ligne rouge incluait le territoire de l’ancien Empire ottoman au Moyen-Orient, ainsi que la totalité de la péninsule arabe. Les pays ou territoires concernés étaient en 1928 : 
- Turquie
- Syrie mandataire
- Palestine
- Émirat de Transjordanie
- Mésopotamie britannique
- Nedjd et Hedjaz
- Yémen
- États de la Trêve
- Protectorat du Qatar
- Protectorat du Bahreïn
- Protectorat d'Aden
- Mascate et Oman

Le Koweït était exclu de cette zone, l’objectif étant d’en faire une zone britannique réservée.
Cet accord fut complété, en mars 1931, par un second portant sur la construction d'un pipeline partant de Kirkouk et se dédoublant ensuite pour arriver, côté anglais à Haïfa (Palestine) et côté français à Tripoli (Liban). À l’origine monopole local pour le pétrole extrait, il eut une immense influence sur son commerce, notamment à destination des pays européens.
Les compagnies pétrolières américaines Standard Oil of New Jersey et Socony étaient liées à l'accord lorsqu'Aramco leur proposa un partenariat pour développer les ressources pétrolières de l'Arabie saoudite. Les autres partenaires de l'IPC refusèrent de les en libérer. Juste après la fin de la Seconde Guerre mondiale les Américains mirent fin à cet accord. Après de longues procédures judiciaires, notamment avec Gulbenkian, l'affaire fut réglée à l'amiable et les partenaires américains furent autorisés à rejoindre Aramco.